# Opération Główki

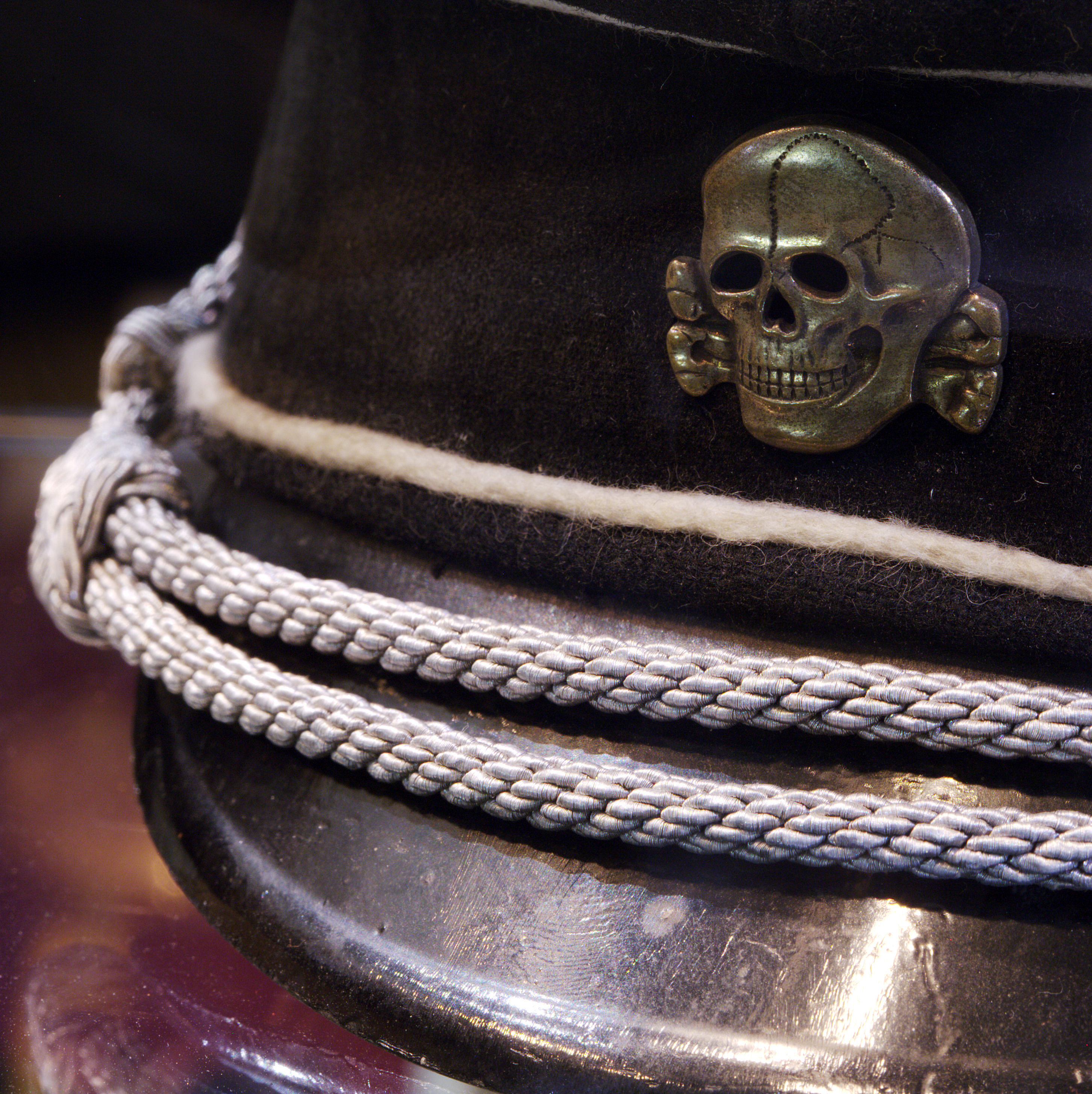
Casquette d'officier SS avec la Totenkopf qui inspira le nom de l'Opération Główki

L'Opération Główki (Akcja Główki en polonais, littéralement Opération tête en français) est le nom de code d'une série d'assassinats de fonctionnaires nazis par la résistance polonaise pendant la Seconde Guerre mondiale. Les personnes visées par l'assassinat avait été condamnées à mort par les tribunaux spéciaux (en) pour crimes contre les citoyens polonais. Le nom de l'opération, Główki (tête en polonais) fait référence à la Totenkopf, insigne porté sur les casquettes et uniformes SS.

## Contexte

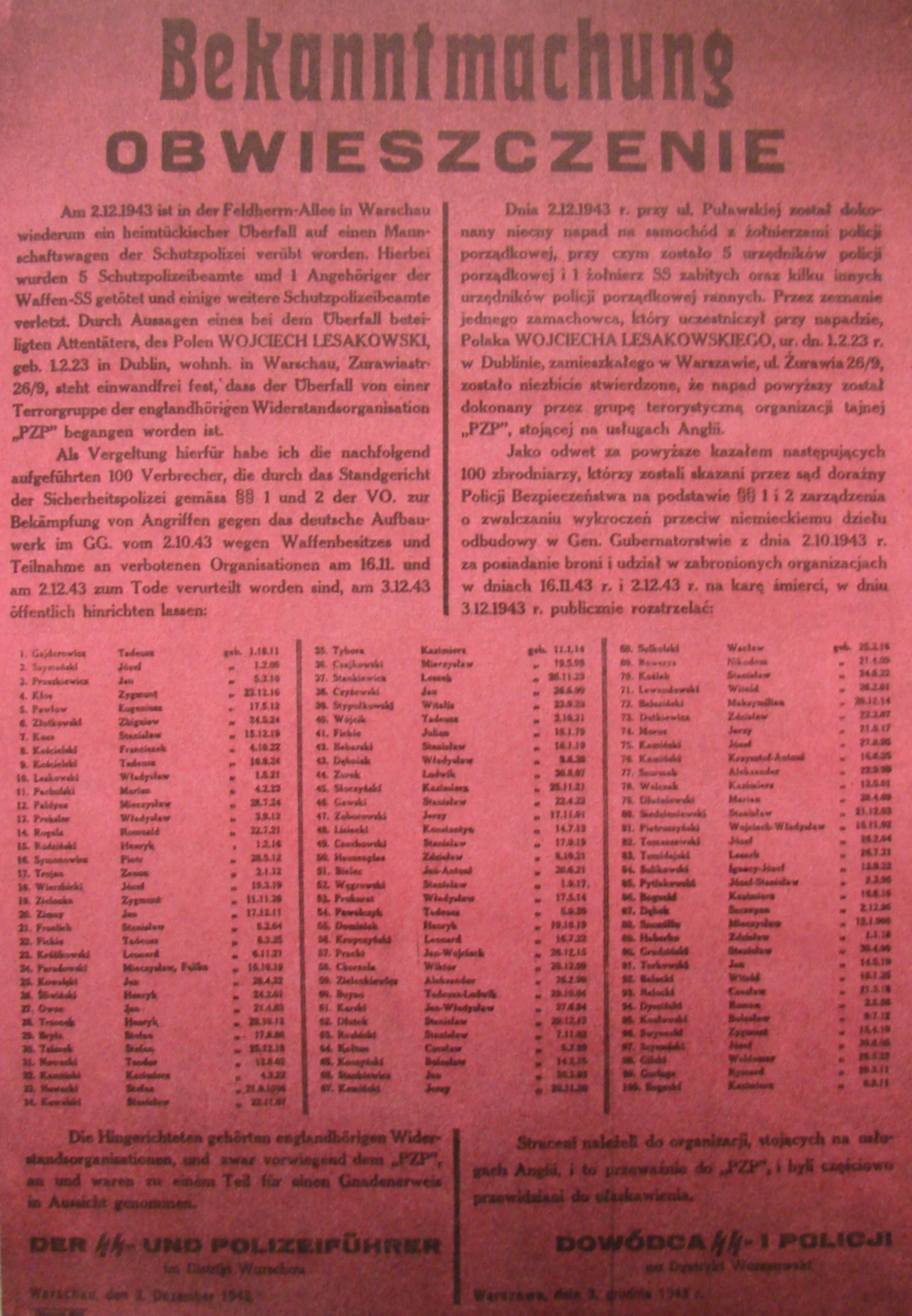
Affiche annonçant l'exécution de 100 otages pour l'assassinat de membres de la police allemande par des terroristes au service de l'Angleterre. Varsovie, le 2 octobre 1943

L'opération Główki est la réponse des combattants de l'Armia Krajowa à la terreur exercée par les Nazis, qui consistait à enlever des civils lors des łapanka (rafles) dans les rues des villes de Pologne, pour les exécuter ou les envoyer dans les camps de concentration ou d'extermination. Entre 1942 et 1944, environ 400 personnes étaient arrêtées quotidiennement dans les rues de Varsovie. Des dizaines de milliers de ces victimes (37 000 à la prison de Pawiak) ont ainsi été exécutées. En représailles à ces actes de terreur, les dirigeants de l'état clandestin de Pologne établirent des listes de dirigeants nazis qui devraient être éliminés pour ces crimes.
Contrairement aux exécution de masse perpétrées contre des civils innocents, fondées sur le principe de la responsabilité collective, chacune des personnes inscrites sur ces listes avait au préalable été individuellement jugée et condamnée par un tribunal spécial pour les crimes qu'elle avait commis ou auxquels elle avait contribué.
Entre 1943-1944 des dizaines de condamnations sont prononcées à l'encontre d'officiers allemands et plusieurs d'entre eux sont exécutés. Parmi eux:
- Franz Bürkl, officier de la Gestapo, tué au cours de l'opération Bürkl (pl), le 7 septembre 1943
- August Kretschmann (pl), commandant en second du camp de Gęsiówka, tué au cours de l'opération Kretschmann (pl), le 24 septembre 1943
- Franz Kutschera, chef de la SS de Varsovie, tué au cours de l'opération Kutschera (pl), le 1er février 1944
- Walter Stamm (pl), officier de la police de Varsovie, échappe à la mort au cours de l'opération Stamm (pl), le 6 mai 1944
- Wilhelm Koppe, responsable de nombreuses atrocités dans la région de Reichsgau Wartheland, blessé au cours de l'opération Koppe (pl), le 11 juillet 1944

## Sources
- (en) Cet article est partiellement ou en totalité issu de l’article de Wikipédia en anglais intitulé « Operation Heads » (voir la liste des auteurs).